# صباح (اسم)
- أول النهار، الإشراق، الجمال، وحيّ من العرب، يوم الصَّباح: يوم الغارة، وهو اسم للمذكر والمؤنث.
- وقالت العرب: أَغْنَى الصَّبَاحُ عَن المِصْبَاحِ.
- وقال المتنبي:

## حامل الاسم
- صباح مطربه و ممثله لبنانيه
- آل صباح العائلة الحاكمه في الكويت
- صباح الخزاعي